# کوی رازان
رازان نام کویی است تاریخی در شهر بروجرد. یاقوت حموی در کتاب المشترک که در اوائل قرن هشتم قمری نوشته شده،همچنین در برخی مناع قدیمی میتوان منشا نام گذاری این منطقه و منطقه صوفیان؛ به دو برادر و بزرگ شهر به نام های راز و صوفی اشاره کرد که نام این  منطقه به احترام آنان رازان و صوفیان نهاده شده است. امروزه رازان را کوی بزرگی در بروجرد معرفی می‌کند. لذا می‌توان به قدمت تاریخی این منطقه اطمینان یافت. همچنین نام شخصیت‌های گوناگونی با عنوان رازانی در کتابهای گوناگون ثبت شده که باز دلیل بر قدمت این منطقه است.هم اکنون تعداد محدودی از اعضای خانواده ی رازانی در بروجرد ساکن میباشند. لقب قدیمی و اصلی این خانواده رازانی نظام العلمایی میباشد.
بافت تاریخی بروجرد شامل چهار محله بوده است که محله رازان یکی از آنهاست. با آغاز شهرسازی نوین در زمان رضاشاه پهلوی، این کوی در مرکز خیابانهای تازه احداث قرار گرفت و ترکیب سنتی خود را از دست داد. امروزه این بخش بیشتر با نام میدان مرکزی شهر، میدان رازان شناخته می‌شود.

## پیوندها
1. ↑  «میراث فرهنگی لرستان». بایگانی‌شده از اصلی در ۱۸ فوریه ۲۰۰۹. دریافت‌شده در ۲۲ مه ۲۰۰۷.